# Вільгельм Бранд
Вільгельм Бранд (нім. Wilhelm Brand; 18 листопада 1915, Дельменгорст — ?) — німецький офіцер-підводник, оберлейтенант-цур-зее резерву крігсмаріне.

## Біографія
19 жовтня 1939 року вступив на флот. З серпня 1941 року — командир корабля 42-ї флотилії мінних тральщиків. З 31 січня по 31 серпня 1943 року пройшов курс підводника, з 1 вересня по 4 жовтня — курс командира підводного човна. 15 жовтня 1943 року направлений на будівництво підводного човна U-1196. З 18 листопада 1943 по лютий 1944 року — командир U-1196. В лютому-червні 1944 року перебував на лікуванні. 8 травня 1945 року взятий в полон британськими військами.

## Звання
- Рекрут (19 жовтня 1939)
- Штурман (1 квітня 1941)
- Штурман резерву (1 жовтня 1941)
- Лейтенант-цур-зее резерву (1 червня 1942)
- Оберлейтенант-цур-зее резерву (1 січня 1944)

## Нагороди
- Залізний хрест 2-го класу (1941)
- Нагрудний знак мінних тральщиків (1942)